# Maevia
Maevia is een geslacht van spinnen uit de familie springspinnen (Salticidae).

## Soorten
De volgende soorten zijn bij het geslacht ingedeeld:
- Maevia albozonata Hasselt, 1882
- Maevia expansa Barnes, 1955
- Maevia gracilipes Taczanowski, 1878
- Maevia hobbsae Barnes, 1955
- Maevia inclemens (Walckenaer, 1837)
- Maevia intermedia Barnes, 1955
- Maevia michelsoni Barnes, 1955
- Maevia poultoni Peckham & Peckham, 1901
- Maevia quadrilineata Hasselt, 1882
- Maevia susiformis Taczanowski, 1878
- Maevia trilineata Taczanowski, 1878